# Emma Weberg
Emma Weberg (30 de octubre de 1989) es una deportista sueca que compitió en lucha libre. Ganó una medalla de bronce en el Campeonato Europeo de Lucha de 2010, en la categoría de 72 kg.

## Palmarés internacional
| Campeonato Europeo | Campeonato Europeo | Campeonato Europeo | Campeonato Europeo |
| Año                | Lugar              | Medalla            | Categoría          |
| ------------------ | ------------------ | ------------------ | ------------------ |
| 2010               | Bakú (Azerbaiyán)  | Medalla de bronce  | 72 kg              |